# 이카군

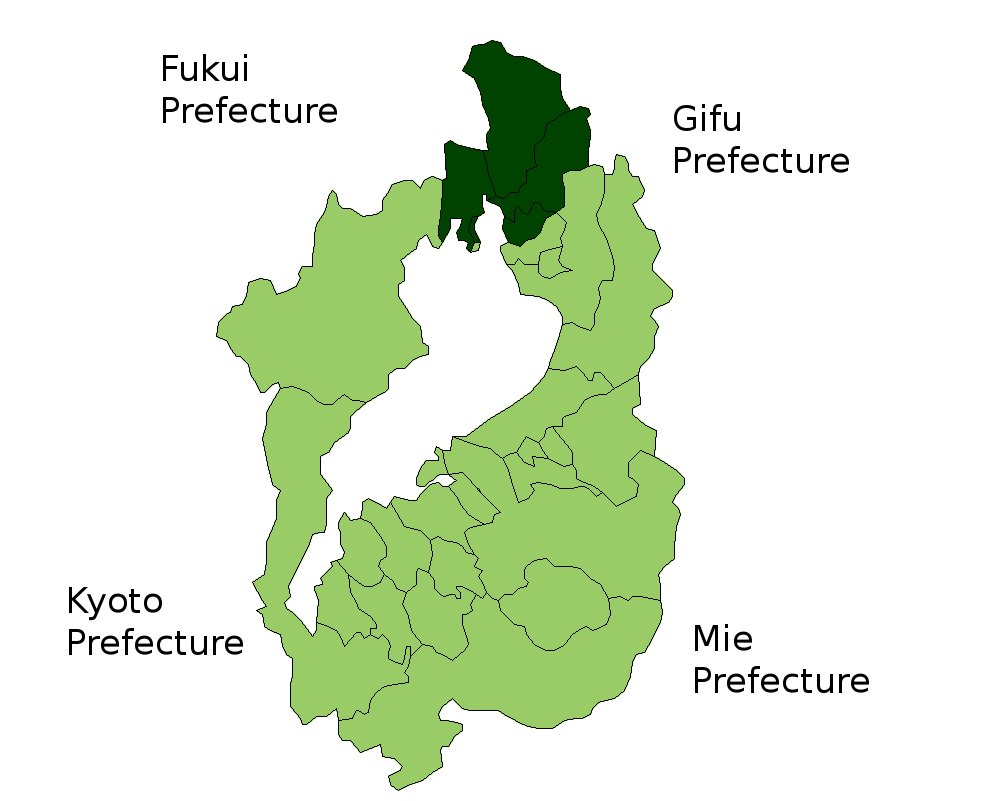
이카 군의 위치

이카군(일본어: 伊香郡, いかぐん)은 일본 시가현에 있었던 군이다. 면적은 381.57km2이고 인구는 2009년 11월 1일 기준으로 26,132명이다.
2009년 12월 31일 시점으로 4개의 정으로 이루어져 있었다.
- 기노모토 정(木之本町)
- 다카쓰키 정(高月町)
- 니시아자이 정(西浅井町)
- 요고 정(余呉町)

2010년 1월 1일에 기노모토 정, 다카쓰키 정, 니시아자이 정, 요고 정이 나가하마시에 편입되어 이카 군은 소멸되었다.